# Karim Benyamina
Karim Benyamina (en árabe كريم بن يمينة, nacido el 18 de diciembre de 1981, Dresde, Alemania) es un futbolista alemán que juega como delantero en el Karlsruher SC de la 3. Bundesliga de Alemania. Es hermano del también futbolista Soufian Benyamina.

## Biografía
Karim Benyamina nació en Dresde.de padre Argelino y madre Alemana. 

## Selección nacional de Argelia
En 2009, expresó su ardiente deseo de unirse a la Selección de fútbol de Argelia con el fin de participar con el equipo de Argelia a los playoffs combinada la Copa Mundial de Fútbol de la FIFA y la Copa Africana de Naciones fútbol. 

## Clubes
| Club                   | País     | Año       |
| ---------------------- | -------- | --------- |
| Berliner AK 07         | Alemania | 2000-2001 |
| Reinickendorfer Füchse | Alemania | 2001-2004 |
| SV Babelsberg 03       | Alemania | 2004-2005 |
| 1. FC Union Berlin     | Alemania | 2005-2011 |
| FSV Frankfurt          | Alemania | 2011-2012 |
| Karlsruher SC          | Alemania | 2012-2014 |
| MC El Eulma            | Argelia  | 2014-2016 |
| Berliner AK 07         | Alemania | 2016-2017 |
| Viktoria 1889 Berlin   | Alemania | 2017-2018 |
| Tennis Borussia Berlín | Alemania | 2018-     |